# Acodontaster conspicuus
Acodontaster conspicuus is een zeester uit de familie Odontasteridae.
De wetenschappelijke naam van de soort werd in 1920 gepubliceerd door René Koehler.